# Dolores (kommunhuvudort i Argentina)
Dolores är en kommunhuvudort i Argentina.   Den ligger i provinsen Buenos Aires, i den östra delen av landet, 200 km söder om huvudstaden Buenos Aires. Dolores ligger 14 meter över havet och antalet invånare är 25 190.
Terrängen runt Dolores är mycket platt.
Runt Dolores är det i huvudsak tätbebyggt. Runt Dolores är det glesbefolkat, med 13 invånare per kvadratkilometer.